# Alluitsup Paa
Alluitsup Paa, duń. Sydprøven – miejscowość na południowym wybrzeżu Grenlandii, w gminie Kujalleq. W pobliżu osady, na wyspie Uunartoq, znajdują się gorące źródła.
W roku 2011 mieszkały w niej 283 osoby.